# 詹貞吉
詹貞吉（1545年—？年），字惟一，號德宇，四川重慶府巴縣人，民籍，明朝政治人物。

## 生平
嘉靖四十三年（1564年）甲子科四川鄉試第三十九名舉人，隆慶二年（1568年）戊辰科第三甲第一百五十六名進士。授太湖縣知縣，歷官兵部职方司主事，萬曆二年（1573年）四月改任山东道監察御史，四年三月巡按廣東。六年二月升浙江右参议，萬曆九年十月復除贵州左参议，分守新鎮道。萬曆十一年（1583年）十月，陞雲南副使。十五年七月升湖广右参政兼佥事，不妨分守原务兼管整饬岳州九永等处兵备，照旧驻澧州，修理堡隘，弹压苗夷。十二月以郧阳军变，新升参政王俸因病未到任，詹贞吉调补本司右参政、提督大岳太和山，兼管抚民及分守下荆南道，後升本省按察使。萬曆二十三年（1595年）復任湖广按察使。

## 家族
曾祖詹介，祖詹寵，父詹朝用，母李氏。重慶下。弟頤吉；恒吉；謙吉。